# Ataque de Nahariya de 1979

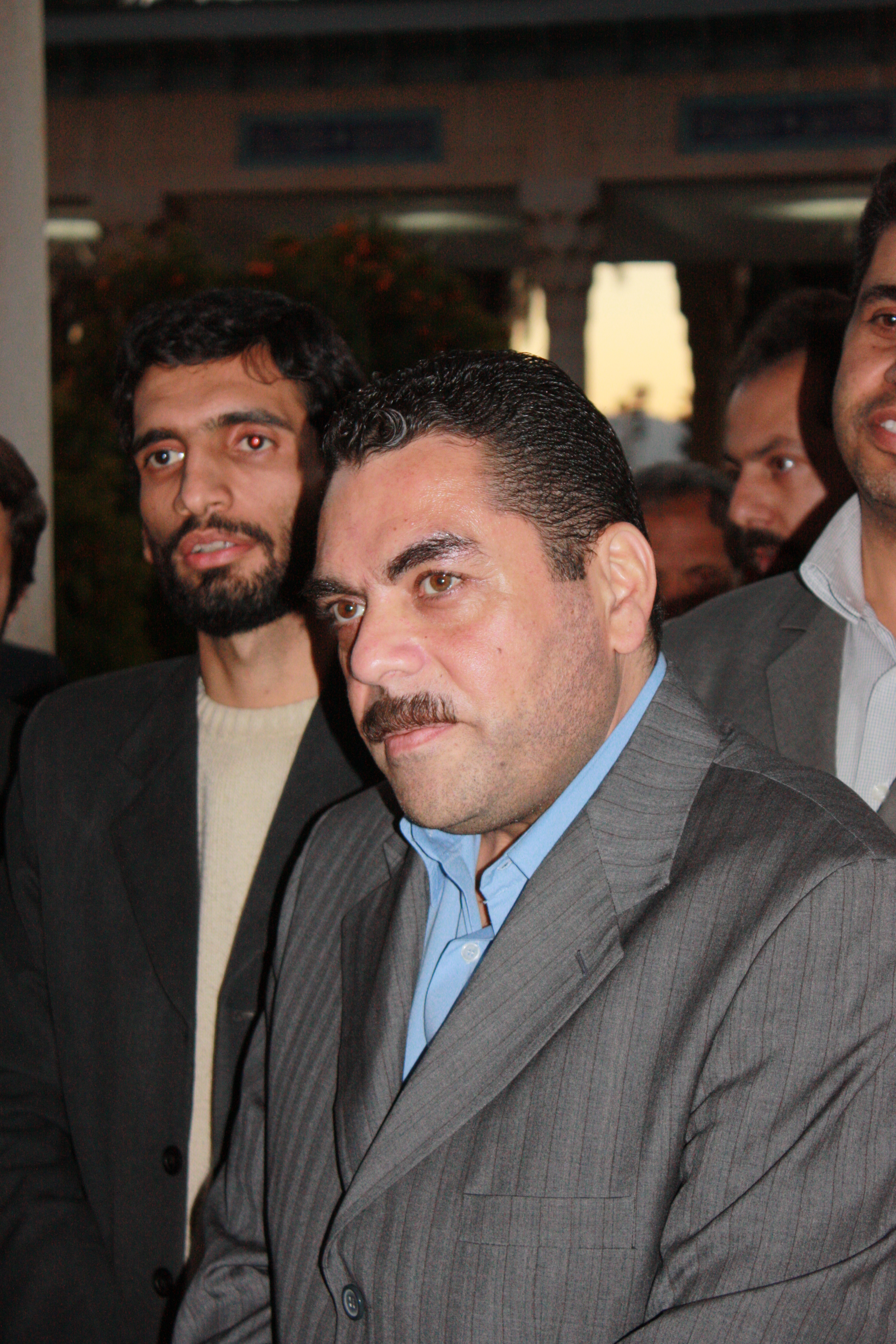
Samir Kuntar, el líder del grupo que perpetró el ataque.

El Ataque de Nahariya (También llamado Operación Nasser por sus perpetradores) fue un atentado terrorista ocurrido el 22 de abril de 1979 por militantes del Frente por la Liberación de Palestina (FLP) en la ciudad de Nahariya, Israel. El ataque fue perpetrado por Abdel Mayid Asslan, Mhanna Salim al-Muayed, y Ahmed Al-Abras, y dirigido por Samir Kuntar, de 16 años, todos palestinos militantes de la OLP provenientes del Líbano. El ataque que fue en respuesta del Tratado de paz egipcio-israelí firmado en marzo de ese mismo año, terminó con la muerte de 4 israelíes, incluyendo a dos niñas de cuatro y dos años.

## Desarrollo del ataque
Los atacantes, todos miembros del Frente por la Liberación de Palestina grupo liderado por Abu Abbas, navegaron desde la ciudad libanesa de Tiro, en una pequeña lancha a motor hacia las costas israelíes. 
A la medianoche, arribaron a las costas de la ciudad de Nahariya, ubicada a 10 kilómetros de la frontera .
Al descender en la playa de Nahariya e infiltrarse en la ciudad israelí, tocaron el timbre de una casa gritando palabras en  árabe por el intercomunicador de la vivienda. Los moradores temiendo un posible ataque llamaron a la policía. El grupo logró balear al policía Eliyahu Sachar, quien los seguía luego del incidente. El oficial fue muerto luego de haberse bajado del vehículo policial y realizar dos tiros de advertencia, recibiendo como respuesta varios balazos. Kuntar posteriormente se jactó de haber tirado sólo en 30 oportunidades cuando tuvo al oficial en frente. Todo esto iba en cumplimiento de las instrucciones dadas desde Beirut por sus jefes.
Posteriormente, el grupo se internó en un conjunto de viviendas ubicadas en la calle Jabotinsky número 62 de la ciudad de Nahariya. Su objetivo era el de secuestrar dos o tres personas para posteriormente llevarlas a territorio libanés. En el intento de entrar forzosamente a un departamento con el objetivo de secuestrar a sus habitantes, uno de los residentes hirió de muerte a uno de los integrantes del grupo, Abdel Majeed Asslan quien murió en el lugar.  A continuación, el grupo se encuentra con Moshé Sasson, un residente que llevaba a sus dos hijas pequeñas al refugio antiaéreo del complejo, Kuntar, al percatarse de aquello, empujó y golpeó con su pistola a Sasson, en la parte posterior de su cabeza. No obstante, y aprovechando un repentino corte de luz, logró escapar junto a sus hijas y refugiarse debajo de un vehículo estacionado. Luego el grupo pudo ingresar al departamento de la familia Haran, llevándose de rehenes a Danny Haran de 31 años junto a su pequeña hija de cuatro años llamada Einat. La madre de la familia, Smadar Haran, pudo esconderse con su hija de dos años, Yael, en un sótano acompañada con una vecina, la esposa de Sasson.
El grupo de Kuntar pudo llegar a la playa donde se enfrascó en un duro tiroteo con la policía israelí y miembros de las Fuerzas de Defensa de Israel. Antes y en el momento en que el grupo advirtió la presencia militar y policial israelí, Kuntar asesinó mediante un disparo de corta distancia a Danny, posteriormente lo ahogó en las aguas del mediterráneo para asegurarse de que muriera, todo esto trascurrió en presencia de Einat, la hija de Danny. Luego, y de acuerdo a la evidencia forense, testimonios judiciales y presenciales, Kuntar golpeó contra una roca la cabeza de la pequeña Einat con la culata de su rifle, destrozándole el cráneo. Anteriormente, la madre, Smadar Haran, había asfixiado accidentalmente a su hija de dos años mientras se escondían tapándole la boca con el propósito de que no se escuchara su llanto y los terroristas no pudiesen advertir su ubicación.  Un segundo militante, Mhanna Salim Al-Muayed, murió en el tiroteo en la playa. Kuntar y el cuarto miembro del grupo, Ahmed Assad Abras, fueron capturados.

## Juicio
Los atacantes sobrevivientes, Kuntar y Ahmed Al-Abras, fueron detenidos y encarcelados en Israel, ambos fueron declarados culpables del asesinato de cuatro personas.
Respecto a la muerte de Einat, en un principio Kuntar confesó haberla asesinado con la culata de su rifle, sin embargo cuando testificó en la corte aseguró que Danny había muerto por los mismos disparos realizados por los oficiales israelíes y que no se percató de la muerte de Einat. 
Sin embargo, la evidencia forense extraída por el patólogo pudo confirmar el primer testimonio de Kuntar, al determinar que la muerte de la niña fue causada por los golpes de un objeto contundente y encontrar restos de masa encefálica de Einat en el rifle de Kuntar.

## Liberación de los perpetradores
Ninguno de los dos palestinos condenados pudieron cumplir su condena. Ahmed Al-Abras fue liberado en mayo de 1985 como parte del intercambio de prisioneros conocido como el “Asunto Jibril”. En tanto, en el caso de Kuntar, este fue excarcelado en 2008 y devuelto al Líbano junto a otros cuatro militantes de Hezbolá y los restos de casi 200 soldados libaneses y militantes de Hezbolá, a cambio de los cuerpos de Eldad Regev y Ehud Goldwasser, dos soldados israelíes secuestrados al inicio de la Guerra del Líbano de 2006.
En Israel, Kuntar es considerado el autor de uno de los ataques terroristas más brutales en la historia del país, mientras que en el Líbano es ampliamente considerado como un héroe nacional.
Kuntar se estableció en Siria tras su liberación. Con el apoyo de Irán y del gobierno de Bashar al-Ásad, estuvo a cargo de una base de Hezbolá en los Altos del Golán, desde donde dirigió operaciones militares contra objetivos israelíes durante la Guerra Civil Siria. El 19 de diciembre de 2015, una explosión destruyó el edificio departamental donde vivía Kuntar en Jaramana (a 10 kilómetros al sudeste de Damasco), matándolo a él y a ocho militantes sirios de Hezbolá. En un primer momento, el Gobierno sirio acusó del ataque a la fuerza aérea israelí, hasta que, el 21 de diciembre, terroristas del Ejército Libre Sirio reivindicaron la autoría del atentado.